# António Leitão
António Carlos Carvalho Nogueira (António) Leitão (Espinho, 22 juli 1960 – Porto, 18 maart 2012) was een Portugese langeafstandsloper. Leitão nam in 1984 deel aan de 5000 m tijdens de Olympische Spelen. Hij behaalde in dit evenement de bronzen medaille. 
Van 1979 tot en met 1982 maakte Leitão deel uit van de atletiekafdeling van SC Espinho. Nadien maakte hij de overstap naar SL Benfica.
António Leitão overleed vrij jong, op 51-jarige leeftijd, aan hemochromatose, een stofwisselingsziekte.

## Titels
- Portugees kampioen 5000 m - 1981

## Persoonlijke records
Outdoor
| Onderdeel | Prestatie               | Datum             | Plaats   |
| --------- | ----------------------- | ----------------- | -------- |
| 1500 m    | 3.38,2                  | 1982              | Lissabon |
| 3000 m    | 7.39,69 (nat. rec.)     | 26 augustus 1983  | Brussel  |
| 5000 m    | 13.07,70 (ex-nat. rec.) | 16 september 1982 | Rieti    |

## Palmares

### 3000 m
- 1983:  Memorial Van Damme - 7.39,69 (nat. rec.)

### 5000 m
- 1979:  EJK
- 1981:  Portugese kamp.
- 1983: 10e WK
- 1984:  OS - 13.09,20
- 1986: 5e EK